# Aulacochthebius libertarius
Aulacochthebius libertarius är en skalbaggsart som beskrevs av Aguilera, Ribera och Carles Hernando 1998. Aulacochthebius libertarius ingår i släktet Aulacochthebius och familjen vattenbrynsbaggar. Inga underarter finns listade i Catalogue of Life.